# U-Bahnhof Poststraße

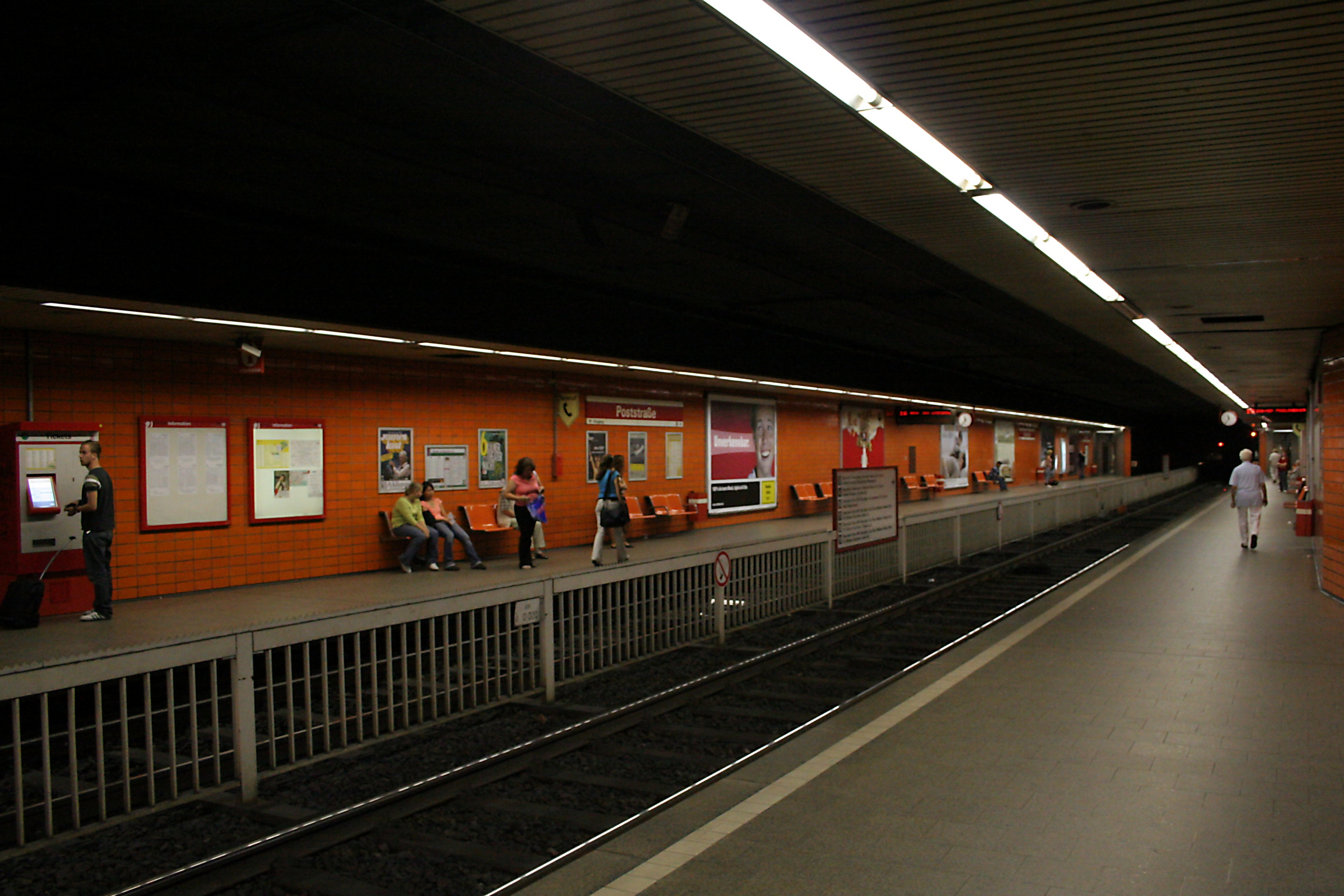
Zustand vor dem Umbau

Der U-Bahnhof Poststraße ist der südliche Endpunkt des Innenstadttunnels der Kölner Stadtbahn. Wie die beiden anderen U-Bahnhöfe der Innenstadtstrecke ist die Station in Nord-Süd-Richtung ausgerichtet und verfügt über zwei Seitenbahnsteige. Die Linien 3, 4, 16 und 18 bedienen die Poststraße werktags ganztägig mit 30 Zügen pro Stunde und Richtung, womit die Strecke zu den am stärksten frequentierten Tunnelstrecken in Deutschland gehört. Im Verhältnis zum Fahrgastaufkommen der Strecke ist die Zahl der Ein- und Aussteiger allerdings gering.
 Unmittelbar südlich des U-Bahnhofs befindet sich ein unterirdisches Gleisdreieck, das im Unterschied zum Gleisdreieck am Appellhofplatz vollständig höhengleich ausgeführt ist, jedoch in einem Schenkel auch nur aus einem Gleis besteht. Nach Südwesten mündet die Strecke in den Straßenzug Rothgerberbach – Neue Weyerstraße und gelangt über eine provisorische Rampe am Barbarossaplatz an die Oberfläche. Der südöstliche Streckenast folgt dem Perlengraben und gelangt auf Höhe der Nord-Süd-Fahrt an die Oberfläche, wo er in Mittellage dem Straßenverlauf auf die Severinsbrücke folgt. Die Querverbindung zwischen beiden Streckenästen ist eingleisig und wird im Linienverkehr nicht befahren.

## Geschichte
Die heute als Innenstadttunnel bezeichnete Nord-Süd-Strecke war der zweite Bauabschnitt des auch als „Innenstadt-H“ bezeichneten Unterpflaster-Straßenbahn-Projekts der Stadt Köln. Während die 1968 eröffnete nördliche Ost-West-Verbindung Friesenplatz–Appellhofplatz–Dom/Hauptbahnhof im Wesentlichen eine vorhandene oberirdische Stichstrecke ersetzte, war die Nord-Süd-Verbindung Appellhofplatz–Neumarkt–Poststraße die erste echte Kölner Neubaustrecke nach dem Krieg. Da der Bau von der Stadt Köln ohne Zuschüsse finanziert wurde und keine Erfahrungen mit der Akzeptanz unterirdischer Neubaustrecken vorhanden waren, wurde der Bau sehr sparsam ausgeführt. Neben engen Kurvenradien und höhengleichen Verzweigungen bedeutete dies auch sehr schmale Bahnsteige. Dies betraf in besonderem Maße die Station Poststraße, für die kaum eigenes Fahrgastpotential erwartet wurde, da sie in einem reinen Wohngebiet und verhältnismäßig nah an der Station Neumarkt lag. Ein zunächst geplanter Bahnsteig an der Querverbindung Barbarossaplatz–Severinsbrücke analog zur Station Appellhofplatz/Zeughaus am Nordende der Neubaustrecke wurde aus diesem Grunde verworfen.
Bei der Eröffnung im Oktober 1969 führte die Strecke vom Neumarkt kommend nur zum Barbarossaplatz, die Verbindung zur Severinsbrücke wurde erst ein Jahr später eröffnet. In der Folgezeit blieb der U-Bahnhof weitgehend unverändert, bis auf die Nachrüstung von Aufzügen an den nördlichen Bahnsteigenden beschränkten sich Umbauten auf kosmetische Änderungen.
Nachdem mit der Netzumstellung im Dezember 2003 keine Straßenbahnen mehr durch den Innenstadttunnel fuhren, wurde es möglich, die Haltestellen mit Hochbahnsteigen auszurüsten. Während die stark frequentierten Stationen Neumarkt und Dom/Hbf bereits 2004 und 2005 umgebaut wurden, hatte der Umbau der Poststraße keine Priorität.
Wegen Bauarbeiten zur Nord-Süd-Stadtbahn wurde 2006/2007 der Bahnverkehr am U-Bahnhof Breslauer Platz/Hauptbahnhof für zehn Monate unterbrochen. Während der Vorbereitungen wurde kurzfristig entschieden, die zur Einrichtung der Provisorien notwendige einwöchige Sperrung des Innenstadttunnels zu nutzen, um die Flachbahnsteige am Appellhofplatz und an der Poststraße anzuheben. Zunächst wurden die Wandfliesen und Deckenverkleidungen entfernt, während der Streckensperrung im Oktober 2006 wurden die bisherigen Bahnsteige abgetragen und durch Beton-Fertigteile ersetzt. Im Winter 2007 wurden dann die übrigen Arbeiten ausgeführt. Seither wirkt die Station deutlich heller, neben neuen Wandverkleidungen und Bodenbelag wurde auch die Beleuchtung ausgetauscht.
Nach einem längeren Umbau ist die Haltestelle seit Ende 2016 wieder barrierefrei.
| Linie | Linienverlauf | Takt |
| ----- | --- | --- |
| 3     | Thielenbruch – Dellbrück – Holweide – Buchheim – Buchforst – Koelnmesse – Bf. Deutz/Lanxess Arena – U Severinstraße – U Poststraße – U Neumarkt – U Appellhofplatz (Breite Straße) – U Friesenplatz – U Hans-Böckler-Platz/Bahnhof West – U Piusstraße – U Körnerstraße – U Venloer Straße/Gürtel (Bf. Ehrenfeld) – U Leyendeckerstraße – U Rochusplatz – U Akazienweg – Bocklemünd – Mengenich – Görlinger-Zentrum | 10 min |
| 4     | Leverkusen-Schlebusch – Köln-Dünnwald – Höhenhaus – Mülheim Wiener Platz – Koelnmesse – Bf. Deutz/Lanxess Arena – U Severinstraße – U Poststraße – U Neumarkt – U Appellhofplatz (Breite Straße) – U Friesenplatz – U Hans-Böckler-Platz/Bahnhof West – U Piusstraße – U Körnerstraße – U Venloer Straße/Gürtel (Bf. Ehrenfeld) – U Leyendeckerstraße – U Rochusplatz – U Akazienweg – Bocklemünd | 10 min |
| 16    | Niehl – Amsterdamer Straße/Gürtel – U Reichenspergerplatz – U Ebertplatz – U Breslauer Platz/Hbf – U Dom/Hbf – U Appellhofplatz (Breite Straße) – U Neumarkt – Barbarossaplatz – Chlodwigplatz – Ubierring – Marienburg – Rodenkirchen – Sürth – Godorf – Wesseling Nord – Wesseling – Wesseling Süd – Urfeld – Widdig – Uedorf – Hersel – Tannenbusch Mitte – Tannenbusch Süd – Propsthof Nord – Bonn West – U Bonn Hbf – U Universität/Markt – U Juridicum – U Bundesrechnungshof/Auswärtiges Amt – U Museum Koenig – U Heussallee/Museumsmeile – Ollenhauerstraße – Olof-Palme-Allee – Max-Löbner-Straße/Friesdorf – Hochkreuz/Deutsches Museum Bonn – U Wurzerstraße – U Plittersdorfer Straße – U Bonn-Bad Godesberg Bf – U Bad Godesberg Stadthalle | 10 min |
| 18    | Thielenbruch – Dellbrück – Holweide – Buchheim – U Bf Mülheim – U Mülheim Wiener Platz – Zoo/Flora – U Reichenspergerplatz – U Ebertplatz – U Breslauer Platz/Hbf – U Dom/Hbf – U Appellhofplatz (Breite Straße) – U Neumarkt – Barbarossaplatz – Eifelwall – Klettenberg – Efferen – Hürth-Hermülheim – Fischenich – Brühl-Vochem – Brühl Mitte – Badorf – Schwadorf – Walberberg – Merten – Waldorf – Dersdorf – Bornheim – Roisdorf West – Alfter – Dransdorf – Bonn West – Bonn Hbf | 10 min (Thielenbruch–Buchheim) 5 min (Buchheim–Klettenberg) 10 min (Klettenberg–Schwadorf) 20 min (Schwadorf–Bonn) |